# راكيش باتل
راكيش باتل (23 أكتوبر 1978 - ) هو لاعب كريكت هندي.

## وصلات خارجية
- راكيش باتل على موقع إي آس بي آن كريك إنفو (الإنجليزية)